# جون كيلي (عازف الأرغن)
جون كيلي (بالإنجليزية: John Kiley)‏ هو عازف الأرغن أمريكي، ولد في 1 نوفمبر 1912، وتوفي في 15 يوليو 1993.